# Felicio Angrisano
Felicio Angrisano (Torre Annunziata, 1º novembre 1950) è un ammiraglio italiano. Dal 2 giugno 2013 al 1º novembre 2015 ha ricoperto la carica di Comandante generale del Corpo delle capitanerie di porto - Guardia Costiera

## Biografia
Laureato in giurisprudenza con il massimo dei voti presso l'Università degli Studi di Napoli Federico II, nel 1975, dopo un anno di tirocinio legale presso il Foro di Milano, è entrato nel Corpo delle capitanerie di porto - Guardia costiera con il grado di sottotenente di vascello.
Gli incarichi di maggior rilievo ricoperti sono stati i seguenti:
- Capo delle sezioni "Demanio" e "Inquinamento marino" presso la capitaneria di porto di Castellammare di Stabia (1976-1985);
- Capo del circondario marittimo e del porto di Termoli (1985-1987) nel grado di Tenente di Vascello;
- Capo delle sezioni "Tecnica" ed "Operativa", presso la capitaneria di porto di Brindisi (1987-1996) nei gradi di Capitano di Corvetta e Capitano di Fregata;
- Capo del compartimento marittimo e comandante del porto di Termoli (1996-1999) nei gradi di Capitano di Fregata e Capitano di Vascello;
- Capo dei compartimenti marittimi e comandante dei porto di Savona (2001-2004) e di Genova (2010-2013) nel grado di Capitano di Vascello. A Savona e a Genova ha anche ricoperto anche la carica di vice presidente del comitato portuale dell'autorità portuale;
- Capo dell'area amministrativa e della polizia giudiziaria presso la capitaneria di porto di Napoli (1998-2001);
- Capo del 2º reparto ("Affari giuridici e servizi d'istituto") del comando generale del corpo delle capitanerie di porto (2004-2010) nel grado di contrammiraglio;
- Direttore marittimo della Liguria (2010-2013) e comandante del porto di Genova nel grado di Ammiraglio Ispettore, ricoprendo in tale veste anche la carica di Vice Presidente del Comitato Portuale dell'Autorità Portuale di Genova;

Dopo il conseguimento della promozione al grado di ammiraglio ispettore capo, con Decreto del Presidente della Repubblica del 21 maggio 2013 e decorrenza amministrativa 2 giugno 2013, è stato nominato Comandante Generale del Corpo delle Capitanerie di porto - Guardia Costiera, con Decreto del Presidente della Repubblica del 27 maggio 2013 a decorrere dal 2 giugno 2013.
La cerimonia del passaggio di consegne al vertice del Comando Generale con il comandante uscente, ammiraglio ispettore capo Pierluigi Cacioppo, è avvenuta il 30 maggio 2013 nel Porto di Civitavecchia nel piazzale di Forte Michelangelo alla presenza del Ministro delle infrastrutture e dei trasporti Lupi, dell'Ambiente Orlando, del capo di Stato Maggiore della Marina, Ammiraglio Giuseppe De Giorgi e dei vertici delle altre forze armate.
Tra gli incarichi ricoperti quelli su nomina del ministro delle infrastrutture e dei trasporti di commissario straordinario dell'Autorità portuale di Bari (2009) e di Napoli (2013-2014).
L'ammiraglio Angrisano è inoltre membro del consiglio direttivo di Assoporti, che rappresenta le autorità portuali e i maggiori porti italiani, e membro permanente del CISM (Comitato Interministeriale Sicurezza Marittima) e del COCIST (Comitato di Coordinamento Interministeriale per la Sicurezza dei Trasporti e delle Infrastrutture).

## Onorificenze

### Onorificenze straniere
È stato, inoltre, insignito del Premio alla carriera Ad Haustum Doctrinarum.